# Jorge Lorenzo

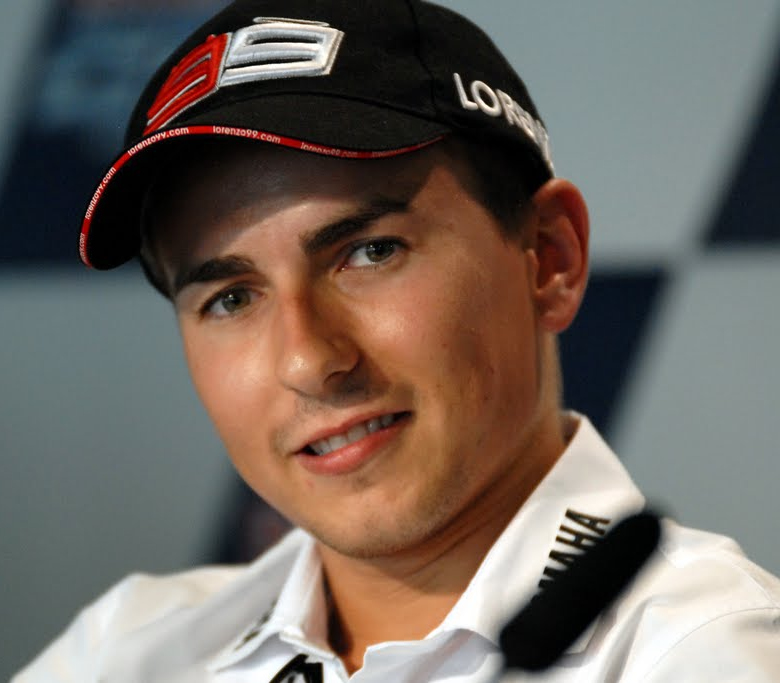
Jorge Lorenzo in Indianapolis, 2010

Jorge Lorenzo Guerrero (* 4. Mai 1987 in Palma) ist ein ehemaliger spanischer Motorradrennfahrer. Mit 68 Grand Prix-Siegen und insgesamt fünf Weltmeistertiteln zählt Lorenzo zu den erfolgreichsten Fahrern im Motorradrennsport und ist durch seinen ersten Titelgewinn in der MotoGP-Klasse aus dem Jahre 2010 der erste Mallorquiner, der sich zum MotoGP-Weltmeister krönte.
Er ist 1,73 m groß und wiegt 64 kg, seine bevorzugte Startnummer war jahrelang die 48. Lorenzo gewann 2006 und 2007 auf Aprilia die WM-Titel in der 250-cm³-Klasse der Motorrad-Weltmeisterschaft sowie 2010, 2012 und 2015 die WM-Titel in der MotoGP auf Yamaha.
Von 2008 bis 2016 startete er in der MotoGP-Klasse für das Yamaha MotoGP Team, 2017 wechselte er ins Ducati MotoGP Team. Im Jahr 2019 fuhr er für das Repsol Honda Team. Anschließend gab er sein Karriereende bekannt.

## Karriere

### Anfangsjahre
Jorge Lorenzo nahm im Jahr 1990 im Alter von nur drei Jahren an seinem ersten Minicross-Rennen teil. Im Jahr 1992 begann er auch Minibikes zu fahren, von 1993 bis 1995 nahm er an der Minicross-Meisterschaft der Balearen teil und gewann in allen drei Jahren den Titel.
Mit zehn Jahren, 1997, wechselte er dann vom Minicross zum Straßenrennsport in den Aprilia-50-cm³-Cup, den er in den Jahren 1998 und 1999 jeweils gewann. Im Jahr 2000 bestritt er als 13-Jähriger die spanische 125-cm³-Meisterschaft, die er auf dem vierten Gesamtrang abschloss. Im Jahr darauf wurde er in der 125-cm³-Europameisterschaft Sechster.

### 125-cm³-Weltmeisterschaft
Jorge Lorenzo wechselte im Jahr 2002 zu Derbi in die 125-cm³-Klasse der Weltmeisterschaft und wurde dort der jüngste Pilot in der Geschichte der WM. Da in dieser Klasse das Alterslimit bei 15 Jahren liegt, durfte er an den ersten beiden Rennen der Saison noch nicht teilnehmen. Am Wochenende des dritten Laufes, dem Grand Prix von Spanien in Jerez wurde er am Samstag 15 Jahre alt, weshalb er am Freitag noch nicht am Training teilnehmen konnte, das Rennen absolvierte er dann im Alter von 15 Jahren und einem Tag. Am Saisonende belegte er den 21. Gesamtrang.
In der Saison 2003 wurde er Zwölfter des Gesamtklassements und feierte beim Großen Preis von Brasilien in Rio de Janeiro seinen ersten Grand-Prix-Sieg. 2004 belegte er nach drei Siegen und insgesamt sieben Podiumsplätzen mit 179 Punkten den vierten Rang in der 125-cm³-Weltmeisterschaft.

### 250-cm³-Weltmeisterschaft
Zur Saison 2005 wechselte Jorge Lorenzo zu Fortuna-Honda in die 250-cm³-Klasse. In seinem ersten Jahr errang er in dieser Klasse sechs Podiumsplätze und wurde Fünfter in der Gesamtwertung.
Im Jahr 2006 wechselte sein Team von Honda zu Aprilia. Sein Teamkollege war Landsmann Héctor Barberá, mit dem er sich während der Saison nicht immer gut verstand. Lorenzo gewann beim ersten Saisonlauf in Jerez seinen ersten Grand Prix in der 250-cm³-Klasse. Mit acht Siegen und insgesamt elf Podiumsplatzierungen wurde Lorenzo mit 289 Punkten schließlich 250er-Weltmeister, 17 Punkte vor seinem härtesten Konkurrenten, dem Italiener Andrea Dovizioso.
Auch 2007 startete Jorge Lorenzo im Team Fortuna Aprilia auf einer Werks-Aprilia in der 250er-WM und ging als haushoher Titelfavorit in die Saison. Lorenzo beendete diese mit jeweils neun Siegen und Pole-Positionen sowie insgesamt zwölf Podiumsplatzierungen aus 17 Rennen. Mit 52 Punkten Vorsprung auf den Zweitplatzierten Andrea Dovizioso sicherte sich Lorenzo überlegen seinen zweiten WM-Titel.

### MotoGP-Klasse

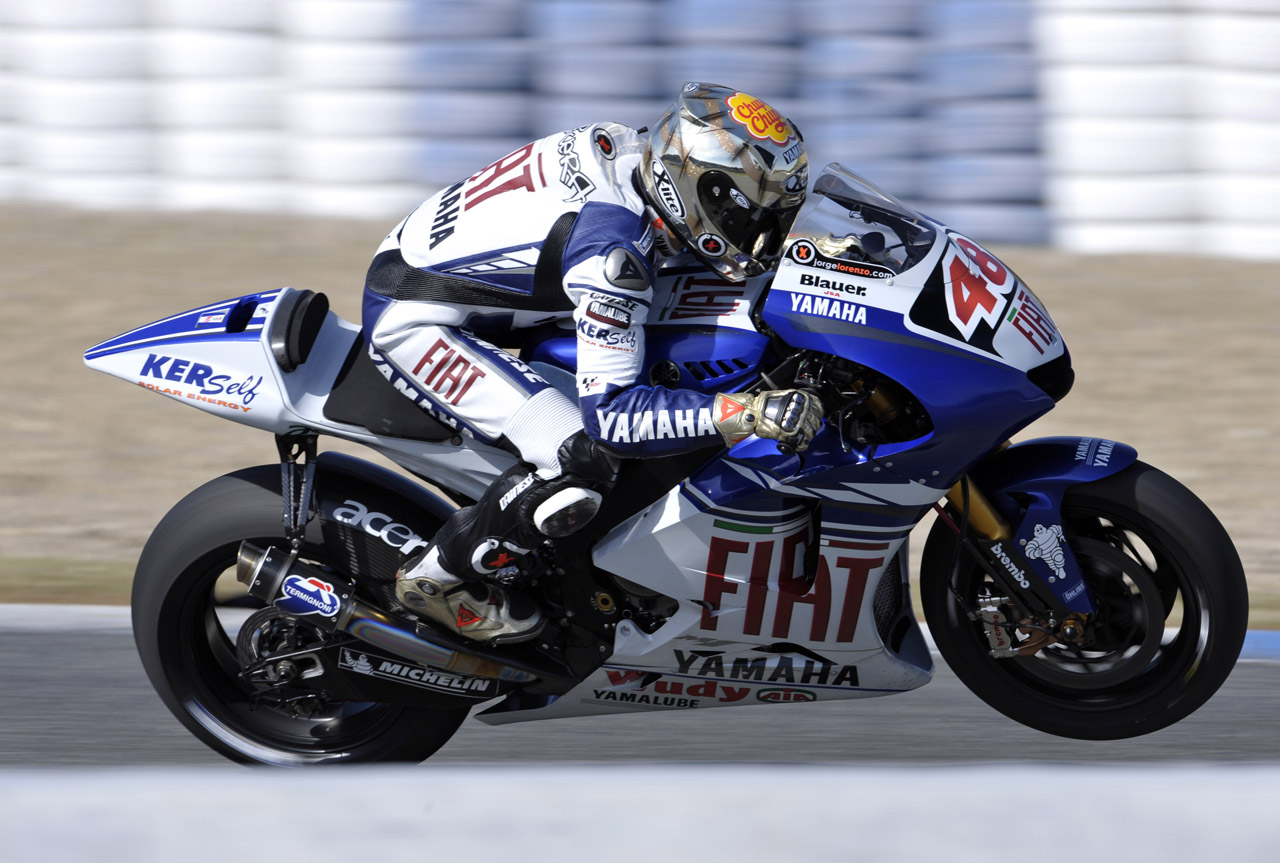
Lorenzo 2008 auf Fiat-Yamaha

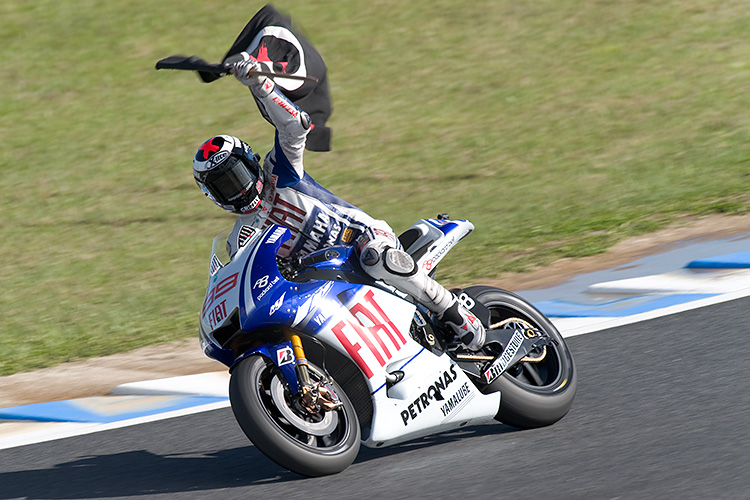
Lorenzo nach seinem Sieg beim Großen Preis von Japan 2009

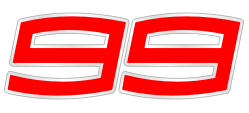
Lorenzos Startnummer ist seit 2009 die 99

Zur Saison 2008 wechselte Lorenzo in das Yamaha-Werksteam Fiat Yamaha und ist dort neuer Teamkollege von Valentino Rossi. Allerdings startete Lorenzo mit Michelin-Reifen, im Gegensatz zu Rossi, der mit Bridgestone-Reifen fuhr.
Im Jahr 2009 trat Lorenzo wieder im Fiat Yamaha Team an, allerdings mit einem neuen Management und mit der Startnummer 99. Auf Grund der neuen Einheitsreifen-Regelung fuhr er nun auch mit Bridgestone-Bereifung.
Im Jahr 2010 gewann Lorenzo seinen ersten Weltmeistertitel in der MotoGP-Klasse. Diesen sicherte er sich bereits beim Großen Preis von Malaysia. 2011 verpasste Lorenzo seine Titelverteidigung. Er wurde mit drei Siegen und 260 Punkten Vizeweltmeister hinter Casey Stoner. 2012 verbuchte Lorenzo sechs Siege für sich und holte mit 350 Punkten im Schlussklassement seinen zweiten Weltmeistertitel in der MotoGP-Klasse, den er sich bereits frühzeitig beim Großen Preis von Australien sicherte.
Die Saison 2013 bestritt Lorenzo für das Team Yamaha Factory Racing. Er pilotierte eine Yamaha YZR-M1. Sein Teamkollege ist erneut Valentino Rossi. Nach dem Auftaktsieg in Katar fuhr Lorenzo zwei weitere Siege ein. Im freien Training zur Dutch TT verlor Lorenzo auf regennasser Strecke die Kontrolle über seine Yamaha und stürzte. Dabei zog er sich einen Schlüsselbeinbruch am linken Arm zu. Zuvor hatte er noch im trockenen ersten Training die Bestzeit gefahren. Anschließend wurde er im General de Catalunya Hospital in Barcelona operiert. Trotzdem startete Lorenzo bei der Dutch TT und wurde Fünfter. Im Training zum folgenden Großen Preis von Deutschland auf dem Sachsenring stürzte Lorenzo erneut, wobei sich die in seiner linken Schulter eingesetzte Titanplatte verzog. Nach dem Check im Medical Centre bekam er für den Rennsonntag keine Starterlaubnis; stattdessen unterzog sich Lorenzo einer weiteren Folgeoperation. Beim Großen Preis von Indianapolis wurde Lorenzo hinter Pedrosa Dritter. Seinen WM-Titel konnte er trotz acht Siegen (zwei mehr als der Weltmeister Marc Márquez) nicht verteidigen.
Das Jahr 2014 begann für Lorenzo nicht erfolgreich. Im ersten Rennen in Katar stürzte er in der ersten Rennrunde und blieb ohne Punkte. Im zweiten Rennen in Austin verursachte er einen Frühstart und bekam daraufhin eine Durchfahrtsstrafe. Am Ende des Rennens belegte er den zehnten Platz. Beim Großen Preis von Argentinien in Termas de Río Hondo fuhr Lorenzo zum ersten Mal in dieser Saison einen Podestplatz ein. Nach 25 Runden musste er sich nur den zwei Honda-Werkspiloten Márquez und Pedrosa geschlagen geben. Bei den folgenden in Jerez (Spanien) und in Le Mans (Frankreich) wurde er jeweils Vierter. Beim Großen Preis von Italien in Mugello fuhr Lorenzo seinen zweiten Podestplatz ein. Er musste sich nur Seriensieger Márquez geschlagen geben, der 0,121 Sekunden vor ihm über die Linie fuhr. Beim nächsten Rennen auf dem Circuit de Catalunya musste er sich wieder mit Platz vier begnügen hinter Márquez, Rossi und Pedrosa. Bei der Dutch TT in Assen belegte er unter wechselhaften Bedingungen Platz 13. Auf Sachsenring sicherte sich Lorenzo nach einer turbulenten Startphase Platz drei hinter Marc Márquez und Dani Pedrosa. Beim Großen Preis von Indianapolis fuhr Lorenzo erneut auf das Podium, er erreichte Platz zwei hinter Márquez mit 1,8 Sekunden Rückstand. Beim 11. Rennen der Saison im tschechischen Brünn fuhr Jorge Lorenzo zum fünften Mal auf Podest: er holte erneut Platz zwei hinter Pedrosa und vor seinem Teamkollegen Valentino Rossi. Diese Serie führte er auch beim Großen Preis von Großbritannien in Silverstone fort und fuhr zum vierten Mal in Folge auf das Podest, zum dritten Mal auf Platz zwei. Diesmal musste er sich wieder Marc Márquez geschlagen geben, der das Rennen 0,732 Sekunden vor ihm beendete.
In die Saison 2015 startete der Spanier bei den ersten drei Rennen außerhalb der Podiumsplätze. Danach fuhr er vier Siege in Folge ein. Nach seinem Sieg beim Großen Preis von Tschechien auf dem Automotodrom Brno hatte Lorenzo zum ersten Mal die Gesamtführung in der Weltmeisterschaft von seinem Teamkollegen Rossi übernommen. Beide hatten die gleiche Punktzahl. Doch Lorenzo hatte mit, bis dahin fünf Siegen, zwei mehr als Rossi. Im darauf folgenden Rennen siegte allerdings Rossi wieder und übernahm seinerseits die Führung in der Gesamtwertung. Vor dem letzten Rennen der Saison in Valencia lag Lorenzo noch sieben Punkte hinter seinem Rivalen. Doch der Italiener musste aufgrund einer Strafe beim vorigen Rennen in Malaysia vom letzten Startplatz ins Rennen gehen. Da Lorenzo 25 Punkte für den ersten Platz holte und Rossi nur vierter wurde, was 13 Punkte bedeutete, wurde der Spanier zum fünften Mal in seiner Karriere Weltmeister.
Die Saison 2016, wieder mit Valentino Rossi als Teamkollegen, war die letzte für Jorge Lorenzo im Yamaha-Werksteam. Eine Woche nach dem dritten Saisonrennen auf dem Circuit of The Americas gab das Team seinen Abgang bekannt. Kurz darauf bestätigte sein neuer Arbeitgeber Ducati Corse die Zusammenarbeit mit dem Spanier ab 2017. Im Oktober 2016 fuhr er im Rahmen einer PR-Aktion seines Sponsors Monster Energy einige Runden mit einem Mercedes F1 W05 Hybrid in Silverstone.

## Statistik

### Erfolge
- 1993–1995 – Balearischer Minicross-Meister
- 1998, 1999 – Aprilia-50-cm³-Cup-Gewinner
- 2006, 2007 – 250-cm³-Weltmeister auf Aprilia
- 2008 – MotoGP-Rookie of the Year auf Yamaha
- 2010, 2012, 2015 – MotoGP-Weltmeister auf Yamaha
- 68 Grand-Prix-Siege

### Ehrungen
- Aufnahme in die MotoGP Hall of Fame

### In der Motorrad-Weltmeisterschaft
| Saison | Klasse  | Team                     | Motorrad                | Rennen | Siege | Zweiter | Dritter | Poles | Schn. Runden | Punkte | Ergebnis    |
| ------ | ------- | ------------------------ | ----------------------- | ------ | ----- | ------- | ------- | ----- | ------------ | ------ | ----------- |
| 2002   | 125 cm³ | Caja Madrid Derbi Racing | Derbi                   | 14     | –     | –       | –       | –     | –            | 21     | 21.         |
| 2003   | 125 cm³ | Caja Madrid Derbi Racing | Derbi                   | 16     | 1     | –       | 1       | 1     | 1            | 79     | 12.         |
| 2004   | 125 cm³ | Caja Madrid Derbi Racing | Derbi                   | 16     | 3     | 1       | 3       | 2     | 2            | 179    | 4.          |
| 2005   | 250 cm³ | Fortuna Honda            | Honda                   | 15     | –     | 4       | 2       | 4     | –            | 167    | 5.          |
| 2006   | 250 cm³ | Fortuna Aprilia          | Aprilia                 | 16     | 8     | 1       | 2       | 10    | 1            | 289    | Weltmeister |
| 2007   | 250 cm³ | Fortuna Aprilia          | Aprilia                 | 17     | 9     | 1       | 2       | 9     | 3            | 312    | Weltmeister |
| 2008   | MotoGP  | Fiat Yamaha Team         | Yamaha YZR-M1           | 17     | 1     | 3       | 2       | 4     | 1            | 190    | 4.          |
| 2009   | MotoGP  | Fiat Yamaha Team         | Yamaha YZR-M1           | 17     | 4     | 5       | 3       | 5     | 4            | 261    | 2.          |
| 2010   | MotoGP  | Fiat Yamaha Team         | Yamaha YZR-M1           | 18     | 9     | 5       | 2       | 7     | 4            | 383    | Weltmeister |
| 2011   | MotoGP  | Yamaha Factory Racing    | Yamaha YZR-M1           | 15     | 3     | 6       | 1       | 2     | 2            | 260    | 2.          |
| 2012   | MotoGP  | Yamaha Factory Racing    | Yamaha YZR-M1           | 18     | 6     | 10      | –       | 7     | 5            | 350    | Weltmeister |
| 2013   | MotoGP  | Yamaha Factory Racing    | Yamaha YZR-M1           | 17     | 8     | 1       | 5       | 4     | 2            | 330    | 2.          |
| 2014   | MotoGP  | Movistar Yamaha MotoGP   | Yamaha YZR-M1           | 18     | 2     | 6       | 3       | 1     | 2            | 263    | 3.          |
| 2015   | MotoGP  | Movistar Yamaha MotoGP   | Yamaha YZR-M1           | 18     | 7     | 3       | 2       | 5     | 6            | 330    | Weltmeister |
| 2016   | MotoGP  | Movistar Yamaha MotoGP   | Yamaha YZR-M1           | 18     | 4     | 3       | 3       | 4     | 2            | 233    | 3.          |
| 2017   | MotoGP  | Ducati Team              | Ducati Desmosedici GP17 | 18     | –     | 1       | 2       | –     | –            | 137    | 7.          |
| 2018   | MotoGP  | Ducati Team              | Ducati Desmosedici GP18 | 14     | 3     | 1       | –       | 4     | 2            | 134    | 9.          |
| 2019   | MotoGP  | Repsol Honda Team        | Honda RC213V            | 15     | –     | –       | –       | –     | –            | 28     | 19.         |
| Gesamt | Gesamt  | Gesamt                   | Gesamt                  | 297    | 68    | 51      | 33      | 69    | 37           | 3946   | 5 WM-Titel  |

Grand-Prix-Siege
| Saison | Klasse  | Rennen |
| ------ | ------- | --- |
| 2003   | 125 cm³ | Brasilien |
| 2004   | 125 cm³ | Niederlande Tschechien Katar                                                                                     |
| 2006   | 250 cm³ | Spanien Katar Italien Niederlande Vereinigtes Konigreich Tschechien Malaysia Australien                          |
| 2007   | 250 cm³ | Katar Spanien China Volksrepublik Frankreich Katalonien Niederlande Tschechien San Marino Australien             |
| 2008   | MotoGP  | Portugal |
| 2009   | MotoGP  | Japan Frankreich Indianapolis Portugal                                                                           |
| 2010   | MotoGP  | Spanien Frankreich Vereinigtes Konigreich Niederlande Katalonien Vereinigte Staaten Tschechien Portugal Valencia |
| 2011   | MotoGP  | Spanien Italien San Marino                                                                                       |
| 2012   | MotoGP  | Katar Frankreich Katalonien Vereinigtes Konigreich Italien San Marino                                            |
| 2013   | MotoGP  | Katar Italien Katalonien Vereinigtes Konigreich San Marino Australien Japan Valencia                             |
| 2014   | MotoGP  | Aragonien Japan                                                                                                  |
| 2015   | MotoGP  | Spanien Frankreich Italien Katalonien Tschechien Aragonien Valencia                                              |
| 2016   | MotoGP  | Katar Frankreich Italien Valencia                                                                                |
| 2018   | MotoGP  | Italien Katalonien Osterreich                                                                                    |

Einzelergebnisse
| Saison | 1         | 2           | 3                   | 4                   | 5                      | 6                      | 7           | 8                      | 9                      | 10                     | 11                 | 12                     | 13         | 14           | 15         | 16         | 17         | 18       | 19       |
| ------ | --------- | ----------- | ------------------- | ------------------- | ---------------------- | ---------------------- | ----------- | ---------------------- | ---------------------- | ---------------------- | ------------------ | ---------------------- | ---------- | ------------ | ---------- | ---------- | ---------- | -------- | -------- |
| 2002   | Japan     | Sudafrika   | Spanien             | Frankreich          | Italien                | Katalonien             | Niederlande | Vereinigtes Konigreich | Deutschland            | Tschechien             | Portugal           |                        | Japan      | Malaysia     | Australien | Valencia   |            |          |          |
| 2002   |           |             | 22                  | 19                  | 20                     | 14                     | 16          | 13                     | 17                     | 20                     | DNF                | 7                      | 9          | 20           | DNF        | 22         |            |          |          |
| 2003   | Japan     | Sudafrika   | Spanien             | Frankreich          | Italien                | Katalonien             | Niederlande | Vereinigtes Konigreich | Deutschland            | Tschechien             | Portugal           |                        | Japan      | Malaysia     | Australien | Valencia   |            |          |          |
| 2003   | DNF       | 24          | 15                  | DNF                 | DNF                    | 6                      | DNF         | DNF                    | 21                     | 12                     | 6                  | 1                      | DNF        | 3            | 8          | 11         |            |          |          |
| 2004   | Sudafrika | Spanien     | Frankreich          | Italien             | Katalonien             | Niederlande            |             | Deutschland            | Vereinigtes Konigreich | Tschechien             | Portugal           | Japan                  | Katar      | Malaysia     | Australien | Valencia   |            |          |          |
| 2004   | 16        | DNF         | 3                   | 10                  | 5                      | 1                      | DNF         | 6                      | 3                      | 1                      | 3                  | 7                      | 1          | DNF          | 2          | DNF        |            |          |          |
| 2005   | Spanien   | Portugal    | China Volksrepublik | Frankreich          | Italien                | Katalonien             | Niederlande | Vereinigte Staaten     | Vereinigtes Konigreich | Deutschland            | Tschechien         | Japan                  | Malaysia   | Katar        | Australien | Turkei     | Valencia   |          |          |
| 2005   | 6         | 10          | 9                   | 5                   | 2                      | DNF                    | 3           | [ # 1 ]                | 8                      | DNF                    | 2                  | DNF                    | EX         | 2            | 3          | 4          | 2          |          |          |
| 2006   | Spanien   | Katar       | Turkei              | China Volksrepublik | Frankreich             | Italien                | Katalonien  | Niederlande            | Vereinigtes Konigreich | Deutschland            | Vereinigte Staaten | Tschechien             | Malaysia   | Australien   | Japan      | Portugal   | Valencia   |          |          |
| 2006   | 1         | 1           | DNF                 | 4                   | DNF                    | 1                      | 2           | 1                      | 1                      | 3                      | [ # 1 ]            | 1                      | 1          | 1            | 3          | 5          | 4          |          |          |
| 2007   | Katar     | Spanien     | Turkei              | China Volksrepublik | Frankreich             | Italien                | Katalonien  | Vereinigtes Konigreich | Niederlande            | Deutschland            | Vereinigte Staaten | Tschechien             | San Marino | Portugal     | Japan      | Australien | Malaysia   | Valencia |          |
| 2007   | 1         | 1           | 2                   | 1                   | 1                      | 8                      | 1           | DNF                    | 1                      | 4                      | [ # 1 ]            | 1                      | 1          | 3            | 11         | 1          | 3          | 7        |          |
| 2008   | Katar     | Spanien     | Portugal            | China Volksrepublik | Frankreich             | Italien                | Katalonien  | Vereinigtes Konigreich | Niederlande            | Deutschland            | Vereinigte Staaten | Tschechien             | San Marino | Indianapolis | Japan      | Australien | Malaysia   | Valencia |          |
| 2008   | 2         | 3           | 1                   | 4                   | 2                      | DNF                    | WD          | 6                      | 6                      | DNF                    | DNF                | 10                     | 2          | 3            | 4          | 4          | DNF        | 8        |          |
| 2009   | Katar     | Japan       | Spanien             | Frankreich          | Italien                | Katalonien             | Niederlande | Vereinigte Staaten     | Deutschland            | Vereinigtes Konigreich | Tschechien         | Indianapolis           | San Marino | Portugal     | Australien | Malaysia   | Valencia   |          |          |
| 2009   | 3         | 1           | DNF                 | 1                   | 2                      | 2                      | 2           | 3                      | 2                      | DNF                    | DNF                | 1                      | 2          | 1            | DNF        | 4          | 3          |          |          |
| 2010   | Katar     | Spanien     | Frankreich          | Italien             | Vereinigtes Konigreich | Niederlande            | Katalonien  | Deutschland            | Vereinigte Staaten     | Tschechien             | Indianapolis       | San Marino             | Aragonien  | Japan        | Malaysia   | Australien | Portugal   | Valencia |          |
| 2010   | 2         | 1           | 1                   | 2                   | 1                      | 1                      | 1           | 2                      | 1                      | 1                      | 3                  | 2                      | 4          | 4            | 3          | 2          | 1          | 1        |          |
| 2011   | Katar     | Spanien     | Portugal            | Frankreich          | Katalonien             | Vereinigtes Konigreich | Niederlande | Italien                | Deutschland            | Vereinigte Staaten     | Tschechien         | Indianapolis           | San Marino | Aragonien    | Japan      | Australien | Malaysia   | Valencia |          |
| 2011   | 2         | 1           | 2                   | 4                   | 2                      | DNF                    | 6           | 1                      | 2                      | 2                      | 4                  | 4                      | 1          | 3            | 2          | DNS        |            |          |          |
| 2012   | Katar     | Spanien     | Portugal            | Frankreich          | Katalonien             | Vereinigtes Konigreich | Niederlande | Deutschland            | Italien                | Vereinigte Staaten     | Indianapolis       | Tschechien             | San Marino | Aragonien    | Japan      | Malaysia   | Australien | Valencia |          |
| 2012   | 1         | 2           | 2                   | 1                   | 1                      | 1                      | DNF         | 2                      | 1                      | 2                      | 2                  | 2                      | 1          | 2            | 2          | 2          | 2          | DNF      |          |
| 2013   | Katar     | USA-Texas   | Spanien             | Frankreich          | Italien                | Katalonien             | Niederlande | Deutschland            | Vereinigte Staaten     | Indianapolis           | Tschechien         | Vereinigtes Konigreich | San Marino | Aragonien    | Malaysia   | Australien | Japan      | Valencia |          |
| 2013   | 1         | 3           | 3                   | 7                   | 1                      | 1                      | 5           | DNS                    | 6                      | 3                      | 3                  | 1                      | 1          | 2            | 3          | 1          | 1          | 1        |          |
| 2014   | Katar     | USA-Texas   | Argentinien         | Spanien             | Frankreich             | Italien                | Katalonien  | Niederlande            | Deutschland            | Indianapolis           | Tschechien         | Vereinigtes Konigreich | San Marino | Aragonien    | Japan      | Australien | Malaysia   | Valencia |          |
| 2014   | DNF       | 10          | 3                   | 4                   | 6                      | 2                      | 4           | 13                     | 3                      | 2                      | 2                  | 2                      | 2          | 1            | 1          | 2          | 3          | DNF      |          |
| 2015   | Katar     | USA-Texas   | Argentinien         | Spanien             | Frankreich             | Italien                | Katalonien  | Niederlande            | Deutschland            | Indianapolis           | Tschechien         | Vereinigtes Konigreich | San Marino | Aragonien    | Japan      | Australien | Malaysia   | Valencia |          |
| 2015   | 4         | 4           | 5                   | 1                   | 1                      | 1                      | 1           | 3                      | 4                      | 2                      | 1                  | 4                      | DNF        | 1            | 3          | 2          | 2          | 1        |          |
| 2016   | Katar     | Argentinien | USA-Texas           | Spanien             | Frankreich             | Italien                | Katalonien  | Niederlande            | Deutschland            | Osterreich             | Tschechien         | Vereinigtes Konigreich | San Marino | Aragonien    | Japan      | Australien | Malaysia   | Valencia |          |
| 2016   | 1         | DNF         | 2                   | 2                   | 1                      | 1                      | DNF         | 10                     | 15                     | 3                      | 17                 | 8                      | 3          | 2            | DNF        | 6          | 3          | 1        |          |
| 2017   | Katar     | Argentinien | USA-Texas           | Spanien             | Frankreich             | Italien                | Katalonien  | Niederlande            | Deutschland            | Tschechien             | Osterreich         | Vereinigtes Konigreich | San Marino | Aragonien    | Japan      | Australien | Malaysia   | Valencia |          |
| 2017   | 11        | DNF         | 9                   | 3                   | 6                      | 8                      | 4           | 15                     | 11                     | 15                     | 4                  | 5                      | DNF        | 3            | 6          | 15         | 2          | DNF      |          |
| 2018   | Katar     | Argentinien | USA-Texas           | Spanien             | Frankreich             | Italien                | Katalonien  | Niederlande            | Deutschland            | Tschechien             | Osterreich         | Vereinigtes Konigreich | San Marino | Aragonien    | Thailand   | Japan      | Australien | Malaysia | Valencia |
| 2018   | DNF       | 15          | 11                  | DNF                 | 6                      | 1                      | 1           | 7                      | 6                      | 2                      | 1                  | C                      | 17         | DNF          | DNS        | DNS        |            | WD       | 12       |
| 2019   | Katar     | Argentinien | USA-Texas           | Spanien             | Frankreich             | Italien                | Katalonien  | Niederlande            | Deutschland            | Tschechien             | Osterreich         | Vereinigtes Konigreich | San Marino | Aragonien    | Thailand   | Japan      | Australien | Malaysia | Valencia |
| 2019   | 13        | 12          | DNF                 | 12                  | 11                     | 13                     | DNF         | DNS                    |                        |                        |                    | 14                     | 14         | 20           | 18         | 17         | 16         | 14       | 13       |

| Legende  | Legende            | Legende                                                          |
| Farbe    | Abkürzung          | Bedeutung                                                        |
| -------- | ------------------ | ---------------------------------------------------------------- |
| Gold     | –                  | Sieg                                                             |
| Silber   | –                  | 2. Platz                                                         |
| Bronze   | –                  | 3. Platz                                                         |
| Grün     | –                  | Platzierung in den Punkten                                       |
| Blau     | –                  | Klassifiziert außerhalb der Punkteränge                          |
| Violett  | DNF                | Rennen nicht beendet (did not finish)                            |
| Violett  | NC                 | nicht klassifiziert (not classified)                             |
| Rot      | DNQ                | nicht qualifiziert (did not qualify)                             |
| Rot      | DNPQ               | in Vorqualifikation gescheitert (did not pre-qualify)            |
| Schwarz  | DSQ                | disqualifiziert (disqualified)                                   |
| Weiß     | DNS                | nicht am Start (did not start)                                   |
| Weiß     | WD                 | zurückgezogen (withdrawn)                                        |
| Hellblau | PO                 | nur am Training teilgenommen (practiced only)                    |
| Hellblau | TD                 | Freitags-Testfahrer (test driver)                                |
| ohne     | DNP                | nicht am Training teilgenommen (did not practice)                |
| ohne     | INJ                | verletzt oder krank (injured)                                    |
| ohne     | EX                 | ausgeschlossen (excluded)                                        |
| ohne     | DNA                | nicht erschienen (did not arrive)                                |
| ohne     | C                  | Rennen abgesagt (cancelled)                                      |
| ohne     | keine WM-Teilnahme |                                                                  |
| sonstige | P/fett             | Pole-Position                                                    |
| sonstige | 1/2/3/4/5/6/7/8    | Punktplatzierung im Sprint-/Qualifikationsrennen                 |
| sonstige | SR/kursiv          | Schnellste Rennrunde                                             |
| sonstige | *                  | nicht im Ziel, aufgrund der zurückgelegten Distanz aber gewertet |
| sonstige | ()                 | Streichresultate                                                 |
| sonstige | unterstrichen      | Führender in der Gesamtwertung                                   |

Anmerkungen
1. 1 2 3  Kein Rennen in der 250-cm³-Klasse

## Museum
Am 30. November 2016 wurde das Museum World Champions by 99 in Andorra eröffnet. Dort sind u. a. Helme und Rennanzüge von aktuellen und ehemaligen Rennfahrern (Motorrad-WM & Formel 1) ausgestellt.

## Verweise